# Rage Bait
Rage Bait bezeichnet Online-Inhalte, die gezielt Wut oder Empörung hervorrufen, um das Engagement der Nutzer zu steigern. Diese Inhalte erscheinen oft auf Social-Media-Plattformen und zielen darauf ab, virale Interaktionen zu generieren, indem sie emotionale Reaktionen provozieren. Ein weiterer Ausdruck, der in diesem Zusammenhang verwendet wird, ist Engagement farming.

## Taktiken und Verbreitung
Zu den typischen Formen von Rage Bait gehören kontroverse Aussagen, irreführende Informationen oder polarisierende Themen, die besonders auf Plattformen wie Facebook, Instagram, TikTok und YouTube verbreitet werden. Der Algorithmus dieser Plattformen fördert Inhalte mit hoher Interaktionsrate, da sie Nutzer stärker binden. Empörung, Frustration und Wut sind dabei besonders wirkungsvoll, da diese Emotionen häufig zu hitzigen Diskussionen und intensiven Reaktionen in Kommentarbereichen führen. Diese Taktik ist nicht neu und fand bereits in traditionellen Medien durch reißerische Schlagzeilen oder kontroverse Themen Anwendung. Die Anonymität des Internets und die Algorithmen der sozialen Netzwerke haben Rage Bait jedoch im digitalen Zeitalter noch effektiver gemacht. Studien, wie die der Beihang-Universität in China, belegen, dass Wut sich schneller und kraftvoller im Netz verbreitet als positive Inhalte.
Auch in der analogen Welt finden sich Rage-Bait-Strategien: Beispielsweise beklagte die ehemalige Bundestagspräsidentin Bärbel Bas, dass Ordnungsrufe im Bundestag als Trophäen genutzt würden.

## Negative Auswirkungen
Langfristig kann Rage Bait sowohl für die Nutzer als auch die Gesellschaft erhebliche Folgen haben. Die ständige Konfrontation mit emotional aufgeladenen und kontroversen Inhalten kann zu einem verzerrten Realitätsbild, gesteigerter sozialer Polarisierung und einer toxischen Online-Umgebung führen. Zudem können diese Inhalte psychische Belastungen wie Angstzustände und Depressionen begünstigen. Auf gesellschaftlicher Ebene verstärkt Rage Bait bestehende Spannungen und erschwert sachliche Diskussionen. Aus finanziellen Gründen bevorzugen Plattformen bisweilen diese Inhalte und der emotionale Zustand der Nutzer ist zweitrangig.

## Erkennung und Vermeidung
Rage Bait ist häufig durch provokative Überschriften, polarisierende Themen und emotional aufgeladene Formulierungen erkennbar. Nutzer sollten diese Inhalte kritisch hinterfragen, insbesondere die Glaubwürdigkeit der Quelle überprüfen und mehrere vertrauenswürdige Quellen heranziehen, um Manipulation zu vermeiden. Mitunter ist es sinnvoll, allzu negative Inhalte zu melden und sich bewusst gegen toxisches Engagement zu entscheiden, etwa durch das Blockieren entsprechender Kanäle. Plattformen wie Facebook, Twitter, Instagram und TikTok bieten Meldesysteme an, um problematische Inhalte zu kennzeichnen und eine gesündere Online-Umgebung zu fördern.

## Rage Bait vs. Clickbait und Rage Farming
Rage Bait unterscheidet sich von verwandten Konzepten wie Clickbait und Rage Farming. Während Clickbait in erster Linie auf irreführende oder übertriebene Überschriften setzt, um Klicks zu generieren, versucht Rage Bait gezielt, durch Provokation emotionale Reaktionen auszulösen. Rage Farming hingegen beschreibt die kontinuierliche Produktion solcher Inhalte, um wiederholt Empörung hervorzurufen und die Reichweite langfristig zu maximieren.

## Satire vs. Rage Bait
Einige Inhalte, die Wut provozieren, sind satirisch und zielen darauf ab, auf Missstände aufmerksam zu machen oder bestimmte gesellschaftliche Bewegungen humorvoll zu kritisieren.